# 上谢尔吉
上谢尔吉（羅馬化：Verkhniye Sergi）是俄罗斯斯维尔德洛夫斯克州的市级镇，为该州下谢尔吉区人口最多的市级镇。地处斯维尔德洛夫斯克州西南部，位于区行政中心下谢尔吉东、州府叶卡捷琳堡西偏南方。伏尔加河流域乌法河一支流谢尔加河流经该镇，形成一同名池塘。距离最近的火车站位于西北约8公里处的阿季格镇。
该地2022年人口有5,417人；2010年人口6,105；2002年人口6,629；1989年人口7,515。